# André Luís Leite
André Luís Leite (Jaú, 19 febbraio 1986) è un calciatore brasiliano, attaccante dell'Ayutthaya Utd.

## Carriera

### Club
Ha giocato nella massima serie dei campionati brasiliano e thailandese.